# Tyler Magner
Tyler Magner (* 3. Mai 1991 in Griffin) ist ein US-amerikanischer Straßenradrennfahrer.

## Karriere
Tyler Magner wurde 2009 in der Juniorenklasse Neunter in der Gesamtwertung der Tour de l’Abitibi. Ende der Saison 2010 fuhr er für das US-amerikanische Continental Team Mountain Khakis-Jittery Joe’s als Stagiaire. 2011 fuhr er für das Team Type 1-Development und gewann das Dothan Cityfest. Ende der Saison fuhr er für die Profimannschaft als Stagiaire. Seit 2012 fährt Magner für das BMC-Hincapie Sportswear Development Team. In seinem ersten Jahr dort gewann er eine Etappe und die Gesamtwertung der Tour of the Bahamas, den Hanes Park Classic, sowie eine Etappe bei der Tour of China I.

## Erfolge
2012
- eine Etappe Tour of China I

2017
- eine Etappe Tour of Utah

2019
- eine Etappe Tour de Beauce

## Teams
- 2010 Mountain Khakis-Jittery Joe’s (Stagiaire)
- 2011 Team Type 1-Development
- 2011 Team Type 1-Sanofi (Stagiaire)
- 2012 BMC-Hincapie Sportswear Development Team
- 2013 Hincapie Sportswear Development Team
- 2014 Hincapie Sportswear Development Team
- 2015 Hincapie Racing Team
- 2016 UnitedHealthcare Professional Cycling Team
- 2017 Holowesko-Citadel Racing Team
- 2018 Rally Cycling
- 2019 Rally UHC Cycling
- 2020 Rally Cycling